# Bramenbladroller
De bramenbladroller (Notocelia uddmanniana) is een nachtvlinder uit de familie Tortricidae (bladrollers). De vlinder heeft een spanwijdte tussen de 15 en 20 millimeter.
Het verspreidings gebied loopt van West-Europa via het Middellandse Zeegebied tot in Iran en de Kaukasus.
De vliegtijd is van eind juni tot eind juli. Waardplanten van de rups zijn verschillende soorten uit het plantengeslacht braam.